# Popland!
Popland!, es una telenovela colombiana, hecha por Teleset para MTV Networks Latinoamérica; escrita y creada por Ana Victoria Luna y Claudia Bono. La telenovela nos muestra la vida de Carla,una chica de pueblo, aspirante a fotógrafa profesional, que cambia la humildad de su zona por los lujos, fiestas y celebridades de la gran ciudad.
La telenovela se estrenó el 5 de septiembre de 2011 a las 19:00 horas y terminó el 9 de diciembre de 2011 en el mismo horario.
Estuvo protagonizada por Sara Cobo, Jon Ecker y Ricardo Abarca junto a Manuela González como la antagonista principal.

## Sinopsis
Carla (Sara Cobo) es diferente a todas las chicas y chicos de su pueblo, ella quiere escapar del aburrimiento y la mediocridad. Para lograrlo, se construye una nueva vida en la ciudad convirtiéndose en la paparazzi estrella de "Popland", el sitio de chismes más popular del momento. Carla convive entre el glamur, las celebridades, los escándalos y la aceleración de un universo que la subyugan. Pronto se dará cuenta que los accesos VIP y una vida exclusiva siempre tienen un precio. Aunque el competitivo mundo paparazzi pone la carrera de Carla en juego, su persistencia y determinación no la defraudarán a pesar de las diversas trampas que le impondrán en su camino.

## Episodios
| Episodios | Emisión                 | Emisión                  | Canal              |
| Episodios | Primera emisión         | Última emisión           | Canal              |
| --------- | ----------------------- | ------------------------ | ------------------ |
| 70        | 5 de septiembre de 2011 | 9 de diciembre de 2011   | MTV Latinoamérica  |
| 6         | 31 de agosto de 2013    | 29 de septiembre de 2013 | Caracol Televisión |

## Reparto
Popland, de 70 episodios, a pesar de ser una telenovela colombiana, cuenta con un reparto internacional conformado por los protagonistas Sara Cobo (México), Jon Ecker (Estados Unidos), Manuela González (Colombia) y Ricardo Abarca (México) ; además de varios colombianos como Juan Alejandro Gaviria, Pedro Pallares, Camila Zárate y Sebastián Vega.

### Personajes principales
- Carla Vive[10] - Sara Cobo: Carla es una joven de un pueblo rural que sueña con triunfar como una fotógrafa profesional. Debido al poco turismo en su pueblo y la forma de vida de allí, ella no llega a hacer uso de su talento gráfico. Al inicio de la serie, su novio Diego le propone matrimonio, pero Carla lo rechaza rotundamente y decide buscar una vida mejor, ya que consideraba que quedaría estancada de quedarse con su novio. Al llegar a la ciudad llega a un trabajo de fotógrafa en la revista "Popland!", una revista de espectáculos conocida por sus escándalos. Carla conoce a Aaron " Ari" Morales al ser su blanco para conseguir fotos inescrupulosas, pero las cosas se tornan turbias cuando es Ari el que la sigue y Katerina, su jefa, la que lo busca a él. A lo largo de la serie Carla se hace amiga de los empleados de "Popland!", busca a su padre y forma una relación seria con Ari, así como descubre los secretos que Katerina guarda con ella.
- Katherina "K" McLean[10] - Manuela González: Katherina es la jefa editorial y la dueña de la revista Popland!. Es conocida por no mostrar empatía hacia sus empleados y tiene la costumbre de despedir a los que lleguen a la edad de 24 años, considerando que se siente amenazada por un futuro competidor. A pesar de esto, la industria y los que trabajan para ella saben que un trabajo en Popland! garantiza un puesto en cualquier medio, así como su despido su fin en la carrera de comunicaciones. Ella encuentra en Carla un enemigo formidable al ser la única que se opone a ella y sus planes. Durante la serie se descubre que su hermanastro Ignacio es en realidad su anterior amante y ahora su compañero y ayudante en Popland!, a pesar de que muchos no lo consideran así. Al principio de la serie se siente atraída a Ari, pero este la rechaza al encontrar una oportunidad con Carla, lo que la atormenta y, con ese fin, decide destruir a Carla. La frase más conocida de ella es "Te Fuiste"
- Aaron "Ari" Morales[10]- Jon Ecker: Ari es una estrella de rock. Apuesto, sexy, inteligente, desfachatado, desinhibido. Se hizo famoso por un disco debut lleno de hits, y eso lo obliga a pensar en lanzar un segundo trabajo. Toda la industria, los medios y los fanes lo apabullan con ese objetivo. Pero Ari no se siente “inspirado” por el momento. Tiene los tics típicos de todo rock star: cree que el resto del mundo debe rendirle pleitesía y admiración. Sabe de música, estudió de niño y es talentoso con cualquier instrumento. Pero necesita inspirarse desde el amor para poder componer. Y hace rato que no se enamora. Mantiene muchas relaciones sexuales con todas las chicas que puede, pero siente frustración y desapego con mucha naturalidad. Piensa consolidarse como gran músico para cuando madure. Sueña con componer el tema de amor más romántico de todos los tiempos. Su verdadero nombre es Aaron Morales, pero no usa para nada su identificación. Para todos es Ari. Se alejó de su casa natal, y vive de hotel en hotel. Hasta que se instala en uno que le queda cómodo y que lo maneja un amigo. Acostumbrado a tener a la chica que más le guste, no comprende qué es lo que le pasa al lado de Carla. Se conocen de manera circunstancial: él quiere ayudarla, y ella luego pretende pagarle el favor. Pero pasa algo más… Ari comienza a seducirla y Carla no sabrá cómo ponerle los límites. Sabe que una de las reglas del trabajo de Carla es no mezclarse con los “objetivos: él es un “objetivo”, como celebridad importante para Popland!. Cada movimiento de Ari es pan caliente para Popland!. Por eso la dueña del sitio web, Katherina, tiene importantes intereses en Ari. Claro que Ari prefiere a Carla. Y esto causará más de un problema. Ari encontrará refugio en el bar de Danny, su amigo DJ. Allí encuentra su espacio. Un lugar donde, si lo desea, puede hacer un pequeño show si está de ánimo. Y, por supuesto, allí irán a parar muchos de los problemas que buscan a Ari como objetivo. Mantiene una relación inconstante con Jessica, su jefa de prensa y asistente personal. Como los roles se confunden permanentemente, Jessica necesita definir esta relación. Ari sabe que Jessica fue muy importante para que él pudiera conseguir la grabación de su disco. Y siente gratitud por ella. Pero lo de Carla es diferente. Lo que se dice: meterse en problemas.
- Diego Mesán[10]- Ricardo Abarca: Diego es el novio de Carla desde el colegio secundario. Fue su primer y único chico. Y, para él, ella fue su primera y única chica. Sus amigos lo conocen y lo comprenden: saben que Diego necesita del amor para avanzar. No le interesa acostarse con cualquier mujer, la tiene que querer. Es un Romeo en potencia. Sus amigos lo respetan por eso, pero… cuando Carla se vaya del pueblo, la vida será un desafío para nuestro joven. Sus amigos lo desafiarán: “¿Tanto amor, tanto amor en espera, para ahora quedarte solo? Es un papelón, vas a tener que ir a buscarla.” Diego es muy sensible, lindo e inteligente. Su realidad son Carla y sus amigos. Da la impresión de que él nunca saldrá de su eterna adolescencia. Sin embargo, su mayor ambición es tener una vida muy tranquila, en su pueblo, rodeado de sus amigos y del amor de Carla. Y, algún día, quiere conocer el mar. Tan simple como eso. El padre de Diego es el dueño de la única estación de servicio de la zona, por lo tanto, tiene un futuro asegurado. Y para él, esto está muy bien. Fuera del colegio, aprendió a atender a los autos, a los camiones, elementos rudimentarios de mecánica como para que su padre crea que será un buen encargado del negocio algún día. No tiene grandes expectativas. Y no está en sus planes irse del pueblo: la seguridad de su vida está en este lugar. Ama a Carla, y por eso intenta comprenderla y hace un gran esfuerzo por torcerle el espíritu aventurero que ella tiene. Pero algo de eso también lo ha enamorado. Diego siente que Carla es su mitad, la parte intrépida que a él le falta y confía en esta relación. Quiere casarse con ella, pero ella es evasiva. Entonces cree que debe pedírselo claramente y casi de manera ceremoniosa. Pero su decepción será muy grande… ¡Su gran amor se ha ido! Diego se apena, se deprime, se siente traicionado y humillado frente a los demás. Ante la humillación, deberá tomar una decisión inalterable: seguirla, ir a buscarla, traerla, demostrarle a sus amigos y a su familia que con él no se juega, pero fundamentalmente recuperarla para no romper su sueño de vida. La transición de Diego hacia la ciudad será aún más complicada que la de Carla. Sencillamente porque añora volver a su pueblo, a su familia, a sus amigos. No está preparado para los desafíos de la ciudad, no sabe defenderse ni tomar grandes decisiones. No quiere la vida que la ciudad ha preparado para él. ¿Qué hará?.

### Personajes secundarios
- Guillermo "Guille" Jope[10]- Juan Alejandro Gaviria: Guillermo es el compañero más leal de Carla. Es gay y astuto. Optimista y divertido, con mucho sentido del humor. Guille es, además, uno de los empleados más antiguos de Popland. Es respetado por Katherina, ya que lo siente muy útil. Al igual que Carla, viene de un pequeño pueblo de provincia. Pero sus años en la gran ciudad y su proximidad a las celebridades le han dado una mano de sofisticación. Amigo, aliado y confidente de Carla. Lo une el origen, las ganas, la ambición y el gusto por los hombres. Con Katherina es incondicional, y está a su merced. Claro que tiene un gran problema entre manos: su próximo cumpleaños lo hará salir de Popland, ya que está por celebrar los 24 (la despiadada Katherina los echa a esa edad). ¿Deberá ocultarlo? ¿O eso complicará más las cosas? Guillermo quiere destaparse. Pero tiene dudas. La más importante: ¿Horacio es o no es gay? Carla, por supuesto, no dudará en ayudarlo y en derribar esos prejuicios.[11]
- Horacio McLean/Gastón Fernández[10]- Pedro Pallares: Horacio es el hermano de Katherina. Y es el número dos de Popland. Sus títulos son muchos, pero en los hechos sus funciones son nulas. Rara vez tiene una idea propia. En pocas palabras: vive a la sombra de Katherina. Horacio, o “Katherino” (como lo llaman a sus espaldas en Popland), es un ganador en apariencia, pero su perdedor interior a veces le gana. Es cruel y mujeriego. Katherina, en vez de protegerlo, es la primera en echarle en cara su falta de éxito. Ella no duda en poner su error en evidencia, siempre en tono de burla, pero luego lo justifica con su amor fraternal frente a todos… Una fraternidad que a Carla nunca le resulta del todo real. Horacio quiere ser el encargado de llevar a Popland a lo más alto, ganándose el respeto de su hermana, pero otras cuestiones se cruzan en el camino. Tentaciones, competencias, traiciones y secretos… Su apariencia es la de un chico malcriado y un caprichoso. Y, como tal, lo nuevo le atrae. Y por supuesto, dentro de lo nuevo, Carla es lo mejor. Ella es, para él, un nuevo trofeo… Claro que Carla no lo dejará pasar así nomás…
- Guga Mortols[10]- Sebastián Vega: Guga es un paparazzi demasiado ambicioso, capaz de hacer cualquier cosa con tal de obtener una exclusiva. Su mayor talento es enamorar chicas, y usarlas para lograr sus objetivos. Y su mayor objetivo es sacar, antes que nadie, la foto más preciada. Nadie sabe dónde vive, ni siquiera cuál es su verdadero nombre. Lo único que saben de él es que es mejor tenerlo de amigo, porque puede ser la pesadilla de cualquier famoso. Envidioso y resentido, frustrado y maligno, Guga compite con Carla. Y va más allá: trata de destruirla, quiere pasar por encima de ella. Es capaz de hacer cualquier cosa con tal de asegurarse la primicia. Usa cualquier recurso, y si no lo tiene, lo inventa. Su primer trabajo fue de cadete en una agencia de detectives. Y así, poco a poco, se fue metiendo en el trabajo de meterse en la vida de otros. Luego, al ver lo bien que se vendían los trabajos de los paparazzi, cambió de profesión. ¡Es mucho más fácil perseguir a una persona reconocida que a un total desconocido! ¡Y una sola foto de esas celebridades equivale a un sueldo entero en la agencia de detectives! Está convencido de que es el futuro de Popland: el candidato natural para ser la mano derecha de Katherina, porque, sin lugar a dudas, se siente mucho más capacitado que el hermano de su jefa para cumplir ese rol.[12]
- Trinidad "Trini" González-Catan[10]- Camila Zárate: Trini es la gran amiga que Carla hará en la ciudad. Es irreverente, hija de millonarios y famosa por no tener nada que hacer. Pero como no es una frívola como todas sus amigas, tiene inquietudes y quiere encausar sus millones para mejorarle la vida a los que quiere. No dice quién es si no la reconocen. Sabe de las desigualdades de la vida y no alardea de lo que tiene. Pero lo disfruta y lo hace disfrutar. Trini puede faltar a una cita porque se fue de viaje con sus padres a París o a Sídney. Pero vuelve enseguida cuando sus amigos la requieren. Carla sabe que siempre puede contar con ella.
- Penélope "Peny" Cárdenas[10]- Mariana Balsa: Penélope es la amiga de la infancia de Carla. Un día aparece en su departamento siguiendo su consejo de sumarse a la gran ciudad, de no arruinarse con un futuro aburrido en el pueblo. Penélope conseguirá trabajo gracias a Carla, y el mundo que ella frecuenta será como tocar el cielo con las manos. Pero atención: las mieles de la fama pueden confundir, y Penélope no siempre tomará las precauciones necesarias.
- Quintino Reguera[10]- Biassini Segura: Quintino es un auténtico nerd. Y es el encargado de crear los más sofisticados gadgets para los paparazzi: cámaras ocultas, lentes automáticos, micrófonos diminutos y todo tipo de tecnología de avanzada. Una especie de GPS humano del sitio web. Carla, por suerte, cuenta con su ayudaso para conseguir sus fotografías. Quintino es todo un geek: desaliñado, enemigo del ejercicio y la vida sana. Las motos y los autos le dan miedo: él prefiere pilotear simuladores de avión en su casa, de donde siempre están por desalojarlo por falta de pago de la renta. Quintino, tiene un stock de fotos de mujeres famosas, para los que necesita varios discos rígidos. Quintino maneja la computadora que muestra el mapa de donde están los famosos y los eventos que hay que cubrir. Es el nexo entre la calle y los paparazzi que están afuera. Desde esta central de operaciones, coordina a todos los reporteros de Popland. Quiere ser para Carla el equivalente a un maestro Jedi. Y no tiene problemas en que Carla reciba las alertas de famosos en la calle antes que el resto. Cuenta la leyenda que la única mujer que se le conoce es una muy famosa. Dicen que esta celebridad tuvo sexo con él, a cambio de que él le devuelva una foto. ¿Fue Madonna? ¿O Britney? ¿Las dos juntas?.
- Jerónimo Bolaño[10]- Daniel Tovar: Jerónimo no es más que un cadete y ascensorista de Popland. Pero espera saltar a la fama como comediante. Utiliza este trabajo como salto a la fama. Cree que, entre los datos que pueda obtener en Popland, podrá conocer a un productor o a un director famoso. Nada más lejos de la realidad. Tiene una familia numerosa, tan numerosa que su padre no lo ubica cada vez que él lo llama. Y es muy amigo de Quintino. Histriónico y excelente comediante, sabe cantar, bailar y siempre mantiene una actitud positiva. Jerónimo tiene un objetivo en la vida: ser actor y, más tarde, hacerse famoso. Más que una fuente de chismes, Jerónimo es una fuente de humor.
- Danny Britone[10]- Lukas Cristo: Danny Britone es el amigo de Ari. Es dueño de un bar cercano a Popland, donde suelen parar los integrantes de varias páginas de chimentos y donde se intercambia todo tipo de informaciones y datos. Danny es DJ. Y es bastante soberbio. Suele desatar su hábito en el bar, donde invita a varias bandas a tocar. Danny y Ari empezaron juntos en la música. Pero Danny no demostraba tantas virtudes como su amigo. Pronto fue dejado de lado, y Ari le tendió la mano para que instale un bar. Danny tiene una familia que suele meterlo en problemas. Maneja el bajo mundo y consigue lo que le piden, pero no hay que preguntarle de dónde lo saca. Está involucrado sentimentalmente con Jessica, la amigovia de Ari. Y sabe que eso no está bien. Pero también sabe que Ari no es fiel a Jessica.
- Fernanda Achával[10]- Giovanna del Portillo: Fernanda es la recepcionista de Popland. Parece tímida, pero es divertida cuando se anima. Siempre espera lo mejor de las personas, aunque eso rara vez sucede. Está enamorada de Horacio, quien la ignora. Sin embargo, su hombre es Jerónimo: sabe que él es buena persona, puro y limpio, pero le molesta que no quiera comprometerse. Fernanda pasa su tiempo en el trabajo, con todas las sobreexigencias que esto implica. Tiene que estar a disposición de Katherina. Todo el tiempo. Fernanda sabe que, si no reacciona y toma las riendas de su vida, pasará los días como su madre y dejará menos huellas que su propio padre. Fernanda es linda, pero es insegura. Teme a los hombres, así que prefiere el perfil bajo. Carla es todo lo que ella no puede ser. Pero el ingreso de Carla a Popland cambiará la cosas. De a poco, Fer se irá animando. Es tiempo de ampliar sus horizontes… Es una la de las pocas que no ve a Carla como una adversaria, sino como a un alma pura. posible.
- Nicole Martin[10]- Jery Sandoval: Nicole es la notera hot de Popland. Y es la novia de Guga. Fue modelo y es consciente de que genera deseo en sus compañeros de trabajo (de hecho, usa eso como un arma para lograr sus cometidos). Asegura tener 22 años, pero ya superó ampliamente los 27 (dicen que ha falsificado sus documentos). No es lo suficientemente alta para destacarse en la pasarela. Ni lo suficientemente angelical para ser la cara de una revista, por eso terminó trabajando en Popland. Siempre muy sexy, con ropa ajustada y escotes pronunciados, con la fija intención de mostrar a sus "tatetis"; esa es la forma particular de llamar a sus voluptuosos senos de los que se siente muy orgullosa. Usará a quien sea y como sea para conseguir lo que ella quiere. Es paranoica, en cuanto al hecho de creer que todo el mundo quiere arruinarle la carrera. En el futuro, desea ser como Katherina, a quien admira por sobre todas las personas. De su pasado no se conoce mucho (mejor dicho: no se sabe qué creer y qué no, porque sus historias no son muy fiables).

### Actuaciones especiales
- Perez Hilton - Paparazzi gurú[13][14]
- Pablo Holman - Pato Monseñor[15][16]
- Zair Montes - Alexa
- Diana Neira - Olivia
- José Luis García - Max
- María Luisa Flores - Carla Romano
- Vida Torres - Sofi
- Estefany Escobar - Lisa
- Santiago Cepeda - Pepe
- Jéssica Sanjuán - Nina Sandoval
- Juvenal Camacho - Juaco
- Luis Felipe Cortés - Franco
- Patricia Bermúdez - Valentina

### Crossover con Niñas mal
En varios episodios de la serie, hay pequeños Crossovers con Niñas mal, en un capítulo Carla tiene que fotografiar a Nina a punto de subir a una Limusina (esto da a entender que Nina salió de la casa de Maca y siguió su vida de farándula). Además en un capítulo Quintino, Fernanda y Gero especulaban sobre por qué "K" trata tan bien a Carla, pensaban que Katerina y Carla eran lesbianas y entre eso mencionan a Valentina (Patricia Bermúdez, la actriz que la interpretaba en Niñas mal también sale en la escena, besándose con Carla, claro, esto no paso realmente, solo era la imaginación de Quintino, Fer y Gero. En otro capítulo Ari está hablando por teléfono con un contacto que le está recomendando un abogado para ayudar a su hermano que está en la cárcel, cuando el contacto le menciona al abogado, Ari le pregunta si es bueno y menciona que es Enrique "Kike" Linares. Así mismo, se cree que el personaje de Carlucho de Niñas mal fue un Poppler (Paparazzi) de Popland. 
En otro capítulo Nicole está enojada con Guga, porque este dejó que Penelope viviera con él. Nicole dice que Penelope debería encontrar un hogar para personas malas, como en ese al que metieron a Nina para buenos modales, aquí se hace una referencia a Niñas mal y a su trama. De la misma manera de que Gerónimo dice muchas veces repetidas "buen punto" y Fernanda se enoja con él, Gero dice que es la costumbre que tiene con sus amigos (se refiere a niñas mal cuando es conocido como "PITI" y dice la misma frase con sus amigos). 
En uno de los últimos capítulos, Guga le lleva comida a Penélope después de que ella se quedara sin hogar y sin amigos. En el empaque podemos ver que es del restaurante "Mike's Burger" y en este restaurante trabajaba Pía, Piti, Axl y Fatu, personajes de Niñas mal. Finalmente, en otro capítulo de Niñas mal, Marissa y Nina descubren a Greta, como recompensa para guardar su secreto le pide a Greta todos sus pósteres de Ari, protagonista de Popland!.

## Banda sonora
El tema principal de Popland se denomina «Click», el cual fue estrenado el 12 de agosto de 2011 a través de MTV Latinoamérica. Contó con la participación de los cantantes mexicanos Anahí, Brian Amadeus de Moderatto y del argentino Ale Sergi de Miranda!. El video musical fue rodado tanto en la Ciudad de México como en Bogotá en mayo de 2011, bajo la dirección del Peruano Gianfranco Quatrini. El 1 de noviembre de 2011 lanzan la banda sonora de la novela titulada Popland, la música.
Estos son algunos de los más de 50 artistas latinoamericanos e internacionales que han prestado su música para esta telenovela:
| - 311 Porter - Vicente García - Anahí - Animesika - Audiotonic - Caramelos de Cianuro - Compañero Asma - Crossfire - Daniela Carpio - Denise Rosenthal - Don Tetto - Fasten - Icaro Del Sol - Isa Mebarak - Jhovan Tomasevich - Jiangsu - Jiggy Drama - Joan City - Johanna Carreño | - Kamelot - L.E.G.O. - Levitico - Linda López - Limon - Los Impostors - Mad Lovers Club - Manta Raya - Marilanne - Mink - Octavio Sune - Postale - Palenke Soultribe - Panoptica Orchestra - Publica 118 - Sussie 4 - Prime Ministers |